# Castetnau-Camblong
Castetnau-Camblong är en kommun i departementet Pyrénées-Atlantiques i regionen Nouvelle-Aquitaine i sydvästra Frankrike. Kommunen ligger i kantonen Navarrenx som tillhör arrondissementet Oloron-Sainte-Marie. År 2022 hade Castetnau-Camblong 456 invånare.

## Befolkningsutveckling
Antalet invånare i kommunen Castetnau-Camblong
| Referens: INSEE |